# Яшвілі Паоло Джибраелович
Паоло Джибраелович Яшвілі (Яшвілі, груз. პაოლო (პავლე) ჯიბრაილის ძე იაშვილი ; 17 [29] червня 1895, Аргветі, Російська імперія — 22 липня 1937, Тбілісі, СРСР) — грузинський радянський поет і громадський діяч.

## Коротка біографія
Павло Джибраелович Яшвілі народився у селі Аргветі.
З 1 вересня 1900 року навчався в Кутаїській класичній гімназії. Там же навчалися видні представники майбутнього літературного колективу «Блюзу»: Валеріан Гапріндашвілі та Тіціан Табідзе. І так сильний націонал-патріотичний дух школярів класичних гімназій був ще більше зміцнений наближенням революції 1905 року.
З 1911 року поет продовжив навчання в Анапі — в приватній гімназії. У 1913 році Паоло поїхав до Парижа і вступив до Художнього інституту в Луврі.
Друкуватися почав ще з 1911 року. У 1915 в Кутаїсі ним була організована літературна група поетів — символістів «Блакитні роги», з наступного року почав випускатися альманах «Блакитний ріг» .
Після встановлення Радянської влади в Грузії поезія Яшвілі почала схилятися до реалізму. У 1920-ті роки. було видано збірку віршів «Нова Колхіда» з пафосними творами на честь соціалізму («Інженерам поезії», «Леніну», «Тбілісі», «Самгірським будівельникам»).
Окрім поезії Паоло Яшвілі був і громадським діячем — у 1924 році Яшвілі став кандидатом у члени ЦВК Грузії, з 1934 — член Закавказького ЦВК.

### Загибель
У 1937 році були репресовані і розстріляні близькі товариші Яшвілі Тіціан Табідзе і Ніколо Міцішвілі, незабаром сам він в очікуванні арешту наклав на себе руки . Влада змушувала його написати статтю про Тиціана Табідзе і оголосити того ворогом народу.
Паоло Яшвілі застрелився під час погромних зборів у Будинку письменників Грузії (вулиця Мачабелі, 13), на порядку денному стояло питання «про політичну пильність». Він наклав на себе руки з зброї, яку йому подарував Табідзе (спочатку Тіціан хотів зробити подарунок С. Єсеніну).

## Нагороди
- орден Трудового Червоного Прапора (22.03.1936)

## Пам'ять

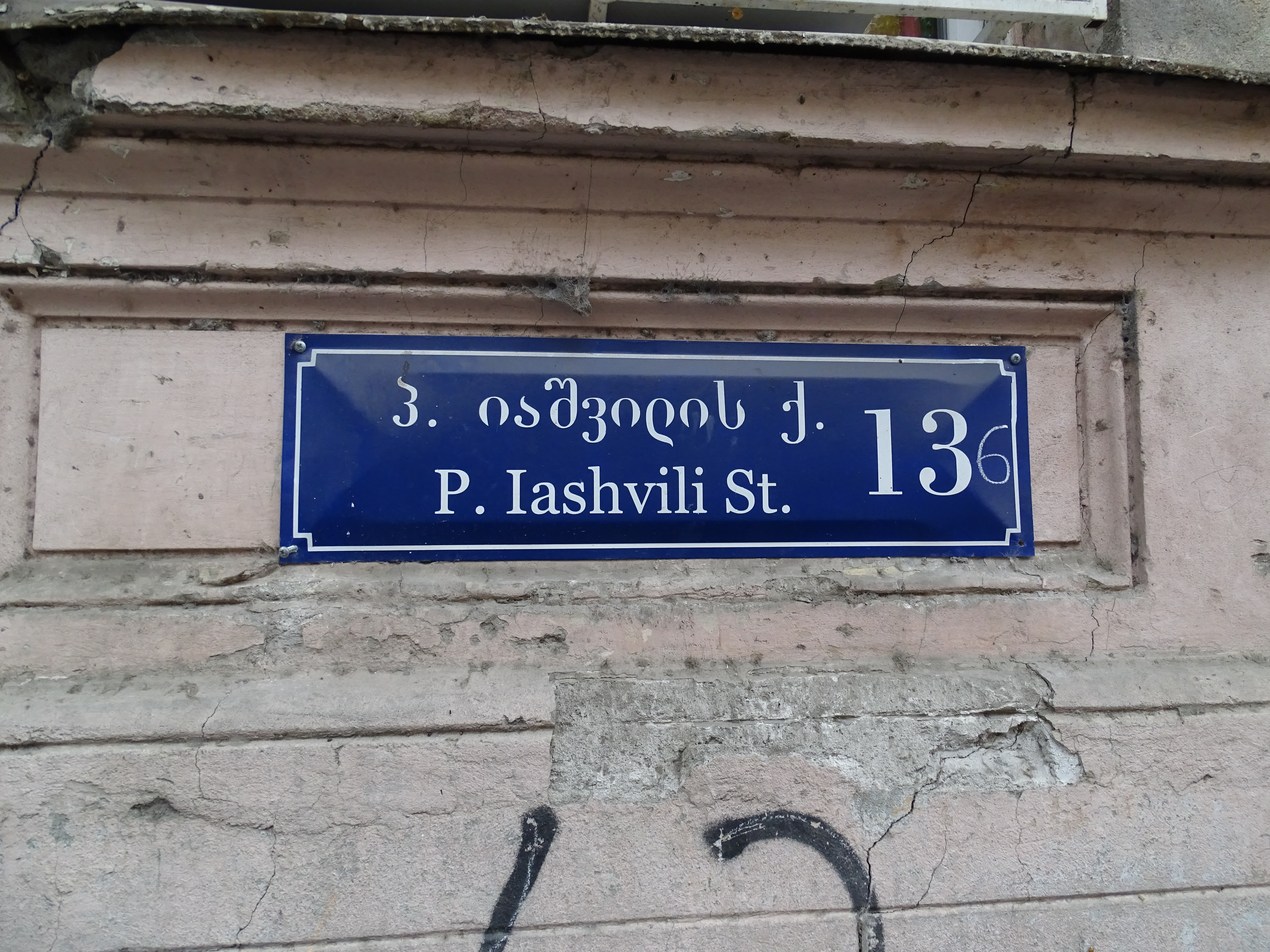
Вулиця Яшвілі

Ім'я Паоло Яшвілі носить вулиця у Тбілісі .